# Martin Strobel

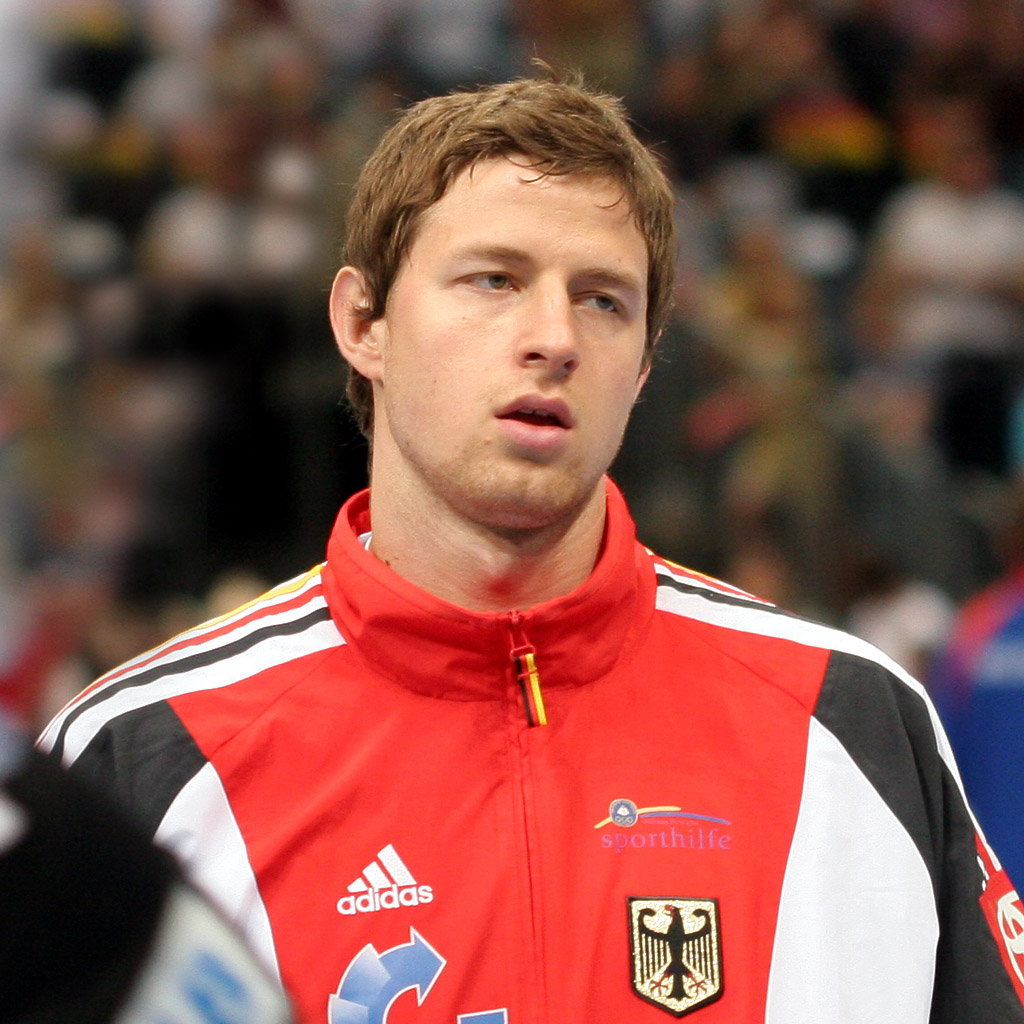
Martin Strobel, 2008.

Martin Strobel, född 5 juni 1986 i Rottweil, är en tysk tidigare handbollsspelare (mittnia).
Strobel spelade 147 landskamper och gjorde 170 mål för Tysklands landslag, med EM-guld 2016 och OS-brons 2016 som främsta meriter. Som junior tog han UEM-guld 2006 och UVM-silver 2007, där båda finalerna spelades mot Sverige. Vid båda mästerskapen utsågs Strobel till turneringens bästa mittnia.

## Klubbar
- HBW Balingen-Weilstetten (2005–2008)
- TBV Lemgo (2008–2013)
- HBW Balingen-Weilstetten (2013–2020)